# Panaxia nuristanica
Panaxia nuristanica är en fjärilsart som beskrevs av Kardakoff 1937. Panaxia nuristanica ingår i släktet Panaxia och familjen björnspinnare. Inga underarter finns listade i Catalogue of Life.